# Мало Илино
Мало Илино (мкд. Мало Илино) је насеље у Северној Македонији, у југозападном делу државе. Мало Илино припада општини Демир Хисар.

## Географија
Насеље Мало Илино је смештено у југозападном делу Северне Македоније. Од најближег већег града, Битоља, насеље је удаљено 55 km северозападно.
Мало Илино се налази у северозападном делу области Демир Хисар. Насеље је положено у изворишном делу тока Црне реке, на источним висовима Илинске планине. Надморска висина насеља је приближно 920 метара.
Клима у насељу је планинска због знатне надморске висине.

## Становништво
По попису становништва из 2002. године Мало Илино је имало 50 становника.
Претежно становништво у насељу су етнички Македонци (100%).
Већинска вероисповест у насељу је православље.